# 泮汶河
泮汶河，古称北汶水，又称泮河，是大汶河的支流。源于泰山西麓桃花峪北部山谷，流出桃花峪后，东南流经天平湖（旧称大河水库），再东流沿泰安市区，侧纳北来渿河、梳洗河诸水，至北店子注入牟汶河。全长28（17英里），流域面积368平方（142平方英里）。

## 名字由来
汶水又南，右合北汶水，水出分水溪，源与中川分水，东南流迳泰山，东合天门下溪水。

——郦道元《水经注》
关于泮河名字的由来，有学者考证：一说《诗经》有“泮水”诗，言鲁僖公修宫于泮水上，名为泮宫。后以泮宫为学校名，因将学宫前水皆称泮水。泰安之河水因此典故而名。一说此河自中川分流为两河，流入泰安境内为半支，故名泮水。根据地理实际状况，第二种解释似乎更为恰当。